# Ігнатій Павел Мошинський
Ігнатій Павел Мошинський (пол. Ignacy Paweł Moszyński; 9 липня 1721, Малопольща — бл. 1793, Лонюв) — польський священник-єзуїт, професор, останній ректор Львівської єзуїтської колегії перед її закриттям у 1773 році.

## Життєпис
Народився 9 липня 1721 року в Малопольщі в сім'ї Станіслава Мошинського і його дружини Антоніни. 20 вересня 1737 року вступив до Товариства Ісуса на новіціят в Кракові. Вивчав філософію в Коросні і Калішу (1740—1743), а богослов'я в Римі (1746—1750). Висвячений в священничий сан в Римі у 1749 році. У 1751—1755 роках був професором філософії і математики в Сандомирі, а потім богослов'я в Сандомирі (1756—1758) і Любліні (1758—1763). Регент шляхетського конвікту в Сандомирі (1763—1767), префект студій у Львові (1767—1768) і Сандомирі (1768—1770). Упродовж 1771—1773 років був ректором Львівської єзуїтської колегії, розпочав будівництво астрономічної обсерваторії.
Після скасування єзуїтів був парохом у Лонюві біля Сандомира (1784—1788), львівський і кам'янецький канонік. Залишив у рукописах виклади з богослов'я і мемуари з періоду студій у Римі.